# Darren Powell
Darren Powell (ur. 10 marca 1976 w Hammersmith) – angielski piłkarz grający w klubie Hampton & Richmond Borough.
Występuje na pozycji obrońcy. Do MK Dons przeszedł w roku 2009 z Brentford. Wcześniej grał w Derby County, Southampton, Crystal Palace, West Ham United i Milton Keynes Dons.